# Ossidazione di Pfitzner-Moffatt

Ossidazione di Pfitzner-Moffatt

L'ossidazione di Pfitzner-Moffatt (o semplicemente ossidazione di Moffatt), è una reazione chimica che descrive l'ossidazione di alcoli primari e secondari tramite dimetilsolfossido (DMSO) attivato con N,N'-dicicloesilcarbodiimmide (DCC). L'ilide di alcossisolfonio risultante si riarrangia generando aldeidi e chetoni.

## Storia
La reazione fu scoperta da J. G. Pfitzner e K. E. Moffatt nel 1963. La reazione fu subito riconosciuta come un'ottima alternativa ai reattivi a base di cromo(VI) (come PCC e PDC) per ossidare gli alcoli in condizioni blande. Questa reazione è stata abbandonata a favore dell'ossidazione di Swern che dà rese più alte e minori quantità di prodotti indesiderati.

## Vantaggi e svantaggi

### Vantaggi
La reazione era vantaggiosa per numerosi motivi.
Innanzitutto, i reagenti utilizzati sono poco costosi e facili da maneggiare e l'esecuzione della reazione non richiede l'utilizzo di particolari apparecchiature.
Le rese sono alte e le reazioni secondarie sono poche: la formazione di metil tiometil etere e simili; l'isomerizzazione di composti carbonilici β,γ-insaturi.
Pochi gruppi funzionali interferiscono con la reazione. Solitamente subiscono eliminazione gli alcol terziari non protetti.
Il DMSO può essere anche utilizzato come solvente, da solo o in miscela con altri solventi (di solito benzene o acetato di etile) per facilitare la separazione del prodotto di reazione.
L'ossidazione avviene solo in presenza di composti moderatamente acidi (acido ortofosforico, acido dicloroacetico o sali di piridinio di acidi forti quali cloridrato di piridinio o trifluoroacetato di piridinio). Al contrario, la reazione è oltremodo lenta o non avviene in presenza di acidi minerali o organici forti.

### Svantaggi
La dicicloesilcarbodiimmide (DCC) è l'iniziatore di reazione più utilizzato e deve essere aggiunto in grandi quantità (3 o più equivalenti). Durante la reazione la DCC viene trasformata in un prodotto secondario, la N,N'-dicicloesilurea, che è difficile da rimuovere dall'ambiente di reazione. Per risolvere il problema si possono utilizzare carbodiimmidi solubili in acqua o legate a polimeri. Un'altra soluzione comporta l'aggiunta di acido ossalico.

## Meccanismo di reazione
Il primo passaggio consiste nella protonazione della carbodiimmide. La carbodiimmide protonata attiva quindi il DMSO che a sua volta attiva l'alcol. Avviene dunque un riarrangiamento intramolecolare che porta all'eliminazione della dialchilurea prodotta. Infine l'ilide di alcossisolfonio riarrangia a dare dimetil solfuro e il prodotto carbonilico desiderato.

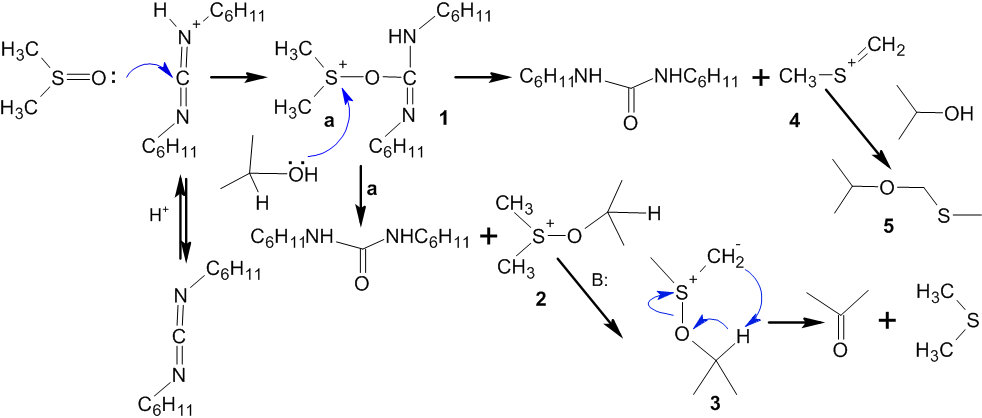
Meccanismo dell'ossidazione Moffatt

Per terminare o interrompere la reazione basta aggiungere un acido forte all'ambiente di reazione.

## Applicazioni
L'ossidazione di Moffatt è stata usata con successo nella prima sintesi totale del nucleoside antibiotico erbicidina B.
L'ossidazione di Moffatt è stata anche usata nell'ultimo passaggio della sintesi totale della (+)-paspalicina per convertire un gruppo alchilico secondario in chetone.
Nella sintesi della citreovirale c'era bisogno di invertire la stereochimica di un carbonio in un anello tetraidrofuranico. Per ottenere questo risultato si usò un'ossidazione di Moffatt seguita da una riduzione con sodio boroidruro.
Nella sintesi totale del sesquiterpene (-)-pereniporina A l'ossidazione di Moffatt fu utilizzata per ossidare un alcol primario biciclico ad aldeide.

## Varianti
Al posto della DCC come iniziatori possono essere usati altri composti. Ad esempio:
- anidride acetica, utilizzata nella variante di Albright e Goldman;
- complessi piridina-SO3, utilizzati nell'ossidazione di Parikh-Doering;
- cloruro di ossalile o anidride trifluoroacetica, utilizzati nell'ossidazione di Swern.